# British Murder Boys
Die British Murder Boys waren ein gemeinsames elektronisches Musikprojekt der beiden britischen DJs und Liveacts Surgeon (Anthony Child) und Regis (Karl O’Connor). Unter diesem Namen traten sie zwischen 2001 und 2007 regelmäßig im internationalen Raum auf. Mittlerweile widmen sich beide Musiker wieder ihren Soloprojekten, mit denen sie auch schon vorher sehr bekannt waren. Beide sind seit den 1990er Jahren international gebuchte Liveacts und DJs und waren regelmäßige Acts im Berliner Tresor, bis zu dessen Schließung im Jahr 2005.

## Musik

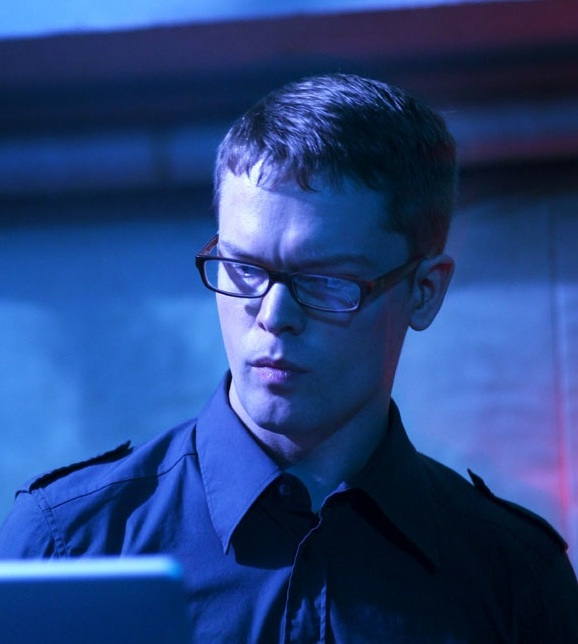
Surgeon alias Anthony Child

Der Musikstil hat sehr starke Einflüsse aus dem Detroit Techno. Die Bassline ist aber im Gegensatz zu diesem meist kickend statt gradlinig. Komplexe Melodien gibt es nicht. Sie werden durch Klangmuster ersetzt. Der Gesamtsound wirkt sehr düster und maschinell.

## Diskografie

### 12er
- 2001 - British Murder Boys - Counterbalance
- 2003 - Learn Your Lesson - Counterbalance
- 2003 - Don’t Give Way To Fear - Counterbalance
- 2004 - Fist/Splinter - Downwards
- 2005 - Father Loves Us - Counterbalance
- 2005 - All The Saints Have Been Hung - Counterbalance

### Remixe
- 2004 - Responded - A Collection Of Remixes - Kanzleramt
- 2004 - You Think You Know?/Emtec (Remixes) - Kanzleramt
- 2006 - Blow Your House Down Remixes Part 1 And 2 - Split Music
- 2006 - Blow Your House Down Remixes Part 2 - Split Music
- 2007 - Remixes Chapter 1 - Scion Versions

### Auf Compilations
- 2003 - Summer Of Love Mix - XMAG
- 2003 - Tresor Never Sleeps - Tresor Records
- 2004 - Nippon Youth Sound Organisation Vol. 01 - Yenzo Music
- 2005 - We Love It Minimal - XMAG
- 2006 - Seed Records Presents... SOVIET - Seed Records
- 2007 - I ? Techno .07 (Track Emerge 1) - Music Man Records
- 2007 - This Is For You Shits - Warp Records
- 2008 - Japan Promotion - Beatport Promotion
- 2009 - #005: Wax Treatment Podcast - Wax Treatment
- 2009 - RA.144 - Resident Advisor